# 圣叙尔皮斯德波米耶
圣叙尔皮斯-德波米耶（法語：Saint-Sulpice-de-Pommiers，法語發音：[sɛ̃ sylpis də pɔmje]）是法国吉伦特省的一个市镇，属于朗贡区。

## 地理
圣叙尔皮斯-德波米耶（44°40'16"N, 0°6'50"W）面积9.82 平方千米，位于法国新阿基坦大区吉倫特省，该省份为法国西南部沿海省份，是法國本土面积最大的省，北起滨海夏朗德省，西临大西洋，南至朗德省，东南接洛特-加龍省，东临多爾多涅省。
与圣叙尔皮斯-德波米耶接壤的市镇（或旧市镇、城区）包括：吉耶讷地区索沃泰尔、圣费利克斯-德丰科德、卡斯泰尔维耶勒、圣布里斯、圣伊莱尔迪布瓦。
圣叙尔皮斯-德波米耶的时区为UTC+01:00、UTC+02:00（夏令时）。

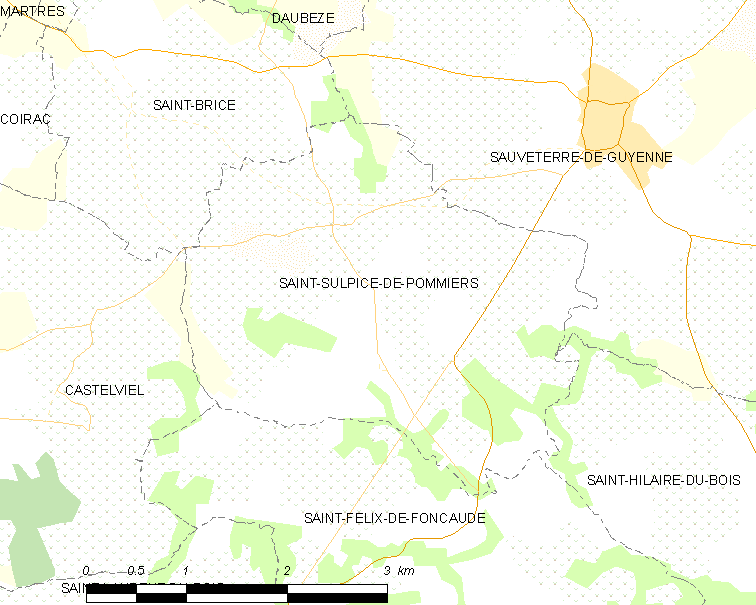
圣叙尔皮斯-德波米耶的OSM定位图

## 行政
圣叙尔皮斯-德波米耶的邮政编码为33540，INSEE市镇编码为33482。

## 政治
圣叙尔皮斯-德波米耶所属的省级选区为勒雷奥莱-莱巴斯蒂德县。

## 人口

1962-2008年间圣叙尔皮斯-德波米耶人口变化图示

圣叙尔皮斯-德波米耶于2022年1月1日时的人口数量为271人。